# マルコス・ゴンザレス (野球)
マルコス・ジュニオール・ゴンザレス（Marcos Junior Gonzalez, 1999年10月12日 - ）は、 ドミニカ共和国サン・クリストバル州サン・クリストバル出身のプロ野球選手（遊撃手）。右投右打。MLBのクリーブランド・ガーディアンズ傘下所属。

## 経歴
2016年7月にクリーブランド・インディアンスと契約してプロ入り。
2017年、傘下のルーキー級ドミニカン・サマーリーグ・インディアンスでプロデビュー。56試合に出場して打率.274、1本塁打、24打点、13盗塁を記録した。
2018年はルーキー級アリゾナリーグ・インディアンスでプレーし、35試合に出場して打率.305、3本塁打、20打点、4盗塁を記録した。

## プレースタイル
バットコントロールに優れており、コンパクトに打ち分ける打撃を見せるが、パワーが付けば15本塁打も可能と見られている。守備では現在は遊撃手だが、将来は二塁手や三塁手に回る可能性もあると言われている。